# Graham Jones (homme politique)
Graham Peter Jones (né le 3 mars 1966) est un homme politique britannique du parti travailliste qui est député de Hyndburn de 2010 à 2019.

## Jeunesse et éducation
La famille du père de Jones est originaire de la région de Mill Hill à Blackburn et la famille de sa mère d'Accrington. Jones grandit à Baxenden, fréquentant l'école primaire St John's CofE, Baxenden, et l'école secondaire St Christopher's Church of England, Accrington. Il fréquente Accrington et Rossendale College, y étudiant pour les A-level. Après trois ans à l'université, Jones est employé par le conseil de Blackburn et Darwen pour la collecte des ordures, et par le conseil du comté de Lancashire comme aide à domicile.
Jones fréquente l'Université du Lancashire central, pour étudier un BA (Hons) en études sociales appliquées. En 1989, il étudie le design graphique et obtient le diplôme City and Guilds en édition assistée par ordinateur, suivi d'un emploi chez Holland's Pies.
Jones connait des périodes de travail temporaire et à temps partiel pour le conseil du comté de Lancashire, en tant que chauffeur de transport communautaire. Il entre ensuite dans une agence de prépresse puis au Manchester Evening News. De 2001 au 7 mai 2010, le lendemain des élections générales de 2010, Jones travaillée chez Daltons Printers.

## Carrière politique locale
En novembre 2001, il est l'un des deux candidats, choisis parmi quatre, à briguer le siège sûr du parti travailliste de Peel Ward au Hyndburn Council. Il est réélu en 2004, et à nouveau en 2008.
En mai 2005, il est élu chef de l'opposition au conseil d'arrondissement de Hyndburn et le reste jusqu'à sa démission en tant que conseiller du conseil de Hyndburn en mai 2010, le siège étant conservé par la conseillère travailliste Wendy Dwyer, qui a été la prédécesseur de Jones dans la division Accrington South sur les élections du conseil du comté de Lancashire,.
En juin 2009, il se présente dans la division sud d'Accrington (quartiers de Peel, Baxenden et Barnfield) pour le conseil de comté au milieu du scandale des dépenses des députés. Sa majorité est réduite de 17,6% à 17,1%, une majorité de 469 voix le transformant en l'un des sièges les plus sûrs du Labour.

## Carrière parlementaire
Le député travailliste de Hyndburn, Greg Pope, annonce son intention de ne pas se représenter le 11 juin 2009. En novembre 2009, Jones est choisi comme candidat pour lui succéder par les travaillistes et remporte le siège par une majorité de 3 090 voix aux élections générales de 2010.
En octobre 2010, Jones est nommé au poste de Whip, après qu'Ed Miliband soit devenu chef du parti travailliste. Il est whip adjoint tout au long de la législature 2010-2015. En novembre 2011, il présente un projet de loi d'initiative parlementaire en vertu de la règle des dix minutes, proposant des licences pour les ferrailleurs dans le but de réduire le vol de métal. En août 2013, il est resélectionné comme candidat travailliste aux élections générales de 2015.
Le 14 septembre 2015, Jones démissionne de la place de whip du parti travailliste, à la suite de l'élection de Jeremy Corbyn à la direction du parti. Il déclare qu'il ne peut pas servir sous Corbyn car il appartient à "l'extrême gauche" et ne défend pas les "vraies valeurs" du Labour. Jones critique les politiques de Corbyn en matière de protection sociale, d'économie et d'immigration, et pense que le parti travailliste dans l'opposition devait être "plus responsable sur le plan fiscal". Il soutient Owen Smith dans la tentative infructueuse de remplacer Jeremy Corbyn lors des élections à la direction de 2016.
En novembre 2017, Jones est président du groupe parlementaire multipartite sur le Venezuela et plaide en faveur du soutien à l'opposition au Venezuela.
Il perd son siège aux élections générales de 2019, commentant par la suite qu'il restait « trop peu de députés travaillistes blancs de la classe ouvrière – en particulier des hommes ».

## Vie privée
Il est en couple avec Kimberley Whitehead. Il était auparavant marié et a un fils. Il a également une fille avec Whitehead.
Il est un supporter de longue date des Blackburn Rovers et assiste aux matchs à Accrington Stanley . Le président d'Accrington Stanley, Ilyas Khan, joue un rôle actif dans le soutien de la campagne électorale de 2010 de Jones .